# Lindell Holmes
Lindell Holmes (* 4. April 1957 in Toledo, Ohio, USA) ist ein ehemaliger US-amerikanischer Boxer im Supermittelgewicht und Weltmeister der IBF.

## Karriere
1979 gab Holmes mit einem Erstrunden-K.o gegen Rodney Coupe sein Profidebüt. Bereits im November 1981 musste er gegen Irving Hines seine erste Niederlage hinnehmen. 1986 schlug er Murray Sutherland und errang dadurch den USBA-Titel.
Am 6. Juli 1986 traf er in einem IBF-Weltmeisterschaftskampf auf den Südkoreaner Park Chong-pal. Dieser Kampf endete in einem „No Contest“. Im Mai des darauffolgenden Jahres trat er abermals gegen Chong-pal um den Weltmeistertitel der IBF an und gewann durch eine geteilte Punktentscheidung.
Gegen Frank Tate boxte Holmes am 27. Januar 1990 zum dritten Mal um den Weltmeistertitel der IBF. Holmes schlug Tate durch Mehrheitsentscheidung und wurde somit IBF-Weltmeister.